# Vista (Misuri)
Vista es una villa ubicada en el condado de St. Clair en el estado estadounidense de Misuri. En el Censo de 2010 tenía una población de 54 habitantes y una densidad poblacional de 157,95 personas por km².

## Geografía
Vista se encuentra ubicada en las coordenadas 37°59′20″N 93°39′51″O / 37.98889, -93.66417. Según la Oficina del Censo de los Estados Unidos, Vista tiene una superficie total de 0.34 km², de la cual 0.34 km² corresponden a tierra firme y (0.76%) 0 km² es agua.

## Demografía
Según el censo de 2010, había 54 personas residiendo en Vista. La densidad de población era de 157,95 hab./km². De los 54 habitantes, Vista estaba compuesto por el 100% blancos, el 0% eran afroamericanos, el 0% eran amerindios, el 0% eran asiáticos, el 0% eran isleños del Pacífico, el 0% eran de otras razas y el 0% pertenecían a dos o más razas. Del total de la población el 0% eran hispanos o latinos de cualquier raza.